# Placosphaeria campanulae
Placosphaeria campanulae är en svampart som först beskrevs av Augustin Pyrame de Candolle, och fick sitt nu gällande namn av Bäumler 1887. Placosphaeria campanulae ingår i släktet Placosphaeria, ordningen Dothideales, klassen Dothideomycetes, divisionen sporsäcksvampar och riket svampar.   Inga underarter finns listade i Catalogue of Life.